# 惠爱桥
惠爱桥，位于中国广西壮族自治区合浦县廉州故城西门外，为一个全国重点文物保护单位，类型为古建筑及历史纪念建筑物，为第四批广西壮族自治区文物保护单位，公布时间为2013年5月。

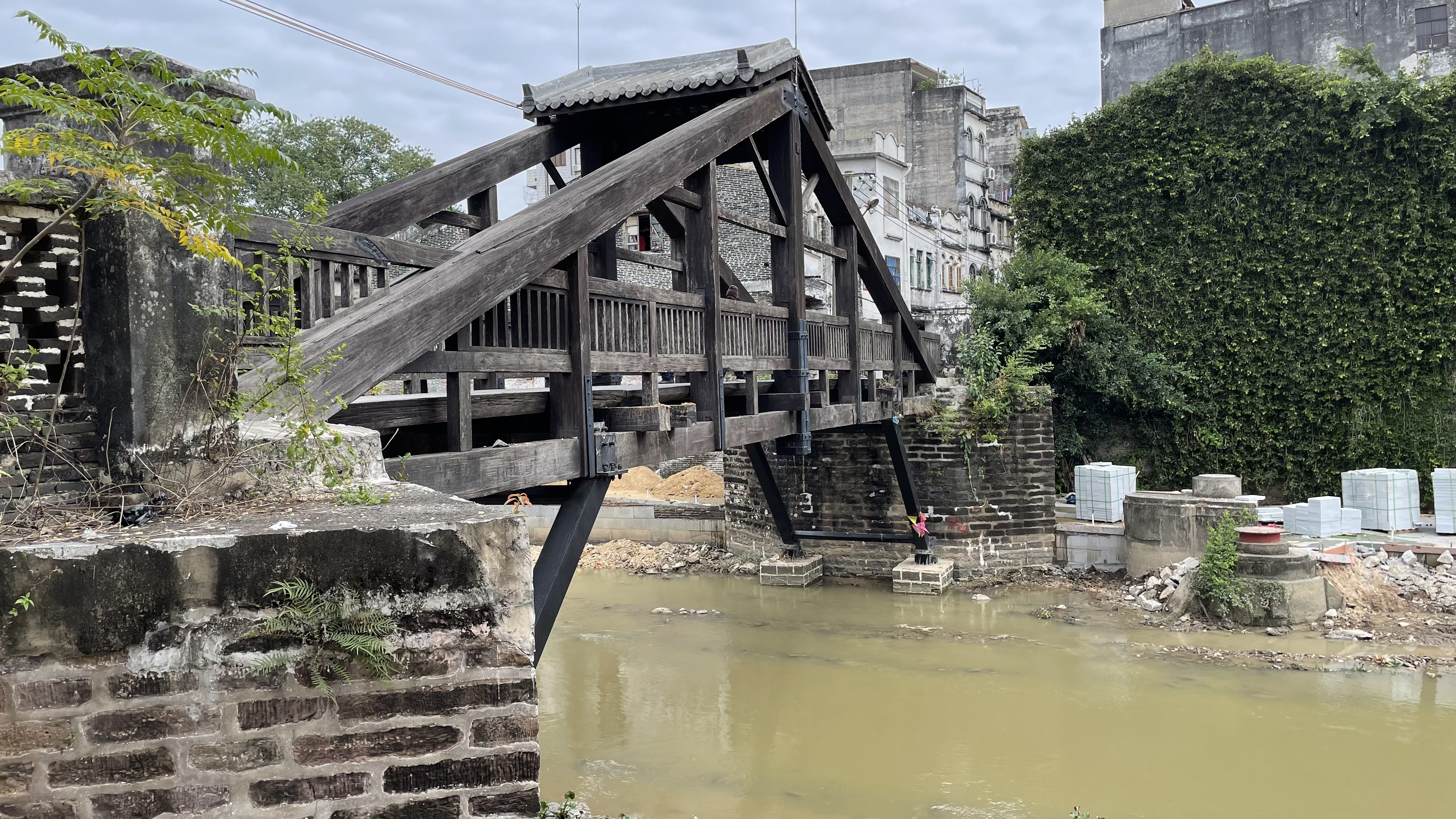

惠爱桥的历史年代为清。